# 沙兰素
沙兰素（英語：salannin）是一种有机化合物，化学式C34H44O9，可见于印度苦楝樹、苦楝、Melia volkensii等物种。